# Cantón de Chalamont
El cantón de Chalamont (en francés canton de Chalamont) era una división administrativa francesa del departamento de Ain, en la región de Ródano-Alpes.

## Composición
El cantón incluía ocho comunas:
- Chalamont
- Châtenay
- Châtillon-la-Palud
- Crans
- Le Plantay
- Saint-Nizier-le-Désert
- Versailleux
- Villette-sur-Ain

## Supresión del cantón
En aplicación del decreto n.º 2014-147 del 13 de febrero de 2014, el cantón de Chalamont fue suprimido el 1 de abril de 2015 y sus 8 comunas pasaron a formar parte del nuevo cantón de cantón de Ceyzériat.